# Charles de Livry
Pour les articles homonymes, voir Livry.
Charles Sanguin, marquis de Livry (Paris, 23 juillet 1797 - Enghien-les-Bains, 14 octobre 1867) est un auteur dramatique français et directeur de casino à Wilhelmsbad de 1853 à 1862.

## Biographie
Charles-Antoine-Hippolyte Sanguin est le fils d’Antoine-Aglaé-Hippolyte Sanguin, marquis de Livry (1762-1828), colonel du régiment de Royal-Cravate, chevalier de l’Ordre royal et militaire de Saint-Louis, reconverti dans l’organisation de jeux de hasard et très présent dans les cercles de jeu du Premier Empire. Après une carrière dans la garde royale, il devient célèbre au théâtre. Ses pièces, souvent signées « Charles », ont été représentées sur les plus grandes scènes parisiennes du XIXe siècle : théâtre des Variétés, théâtre du Palais-Royal, théâtre de la Porte-Saint-Martin, théâtre de la Gaîté, etc.
Vers la fin de sa vie, Charles de Livry n’hésita pas à soumissionner pour la ferme des jeux du Kursaal de Wilhelmsbad, dans l’Électorat de Hesse, qu’il remporta avec un bail de 12 ans, à raison d’une redevance de 14 000 Reichsthaler par an, succédant ainsi à Aimé Isidore Briguiboul. Il se faisait appeler « Monsieur Charles ».

## Œuvres
- Le Château de Monsieur le baron, comédie vaudeville en 2 actes, avec Achille d'Artois et de Leuven, 1828
- Le Coup de pistolet, comédie-vaudeville en 1 acte, avec Adolphe d'Houdetot,1828
- L'École de natation, tableau-vaudeville en 1 acte, avec de Leuven et Alphonse Signol, 1828
- L'Audience du juge de paix, ou le Bureau de conciliation, tableau en 1 acte, avec Edmond Rochefort, 1829
- La Barrière du combat, ou le Théâtre des animaux, 2 tableaux mêlés de bêtes et de couplets, avec Adolphe de Leuven et Julien de Mallian, 1829
- Le Tir au pistolet, vaudeville en 1 acte, en 2 tableaux, avec de Leuven et Masson, 1829
- La Tyrolienne, comédie-vaudeville en 1 acte, avec de Leuven et Emmanuel Théaulon, 1829
- Madame Grégoire, ou le Cabaret de la pomme de pin, chanson en 2 actes, avec Rochefort et Charles Dupeuty, 1830
- Un tour en Europe, cauchemar en 4 accès, avec prologue et épilogue, avec Ferdinand Langlé et de Leuven, 1830
- Les Bouillons à domicile, revue-vaudeville en 1 acte, avec Gabriel de Lurieu et de Villeneuve, 1831
- La Caricature, ou les Croquis à la mode, album en 7 pochades, avec de Lurieu et de Villeneuve, 1831
- Rabelais, ou le Presbytère de Meudon, comédie-anecdote mêlée de couplets, avec de Leuven, 1831
- Scaramouche, ou la Pièce interrompue, anecdote de 1669, en 2 actes, mêlée de couplets, avec Forges, 1831
- Le Bateau de blanchisseuses, tableau-vaudeville en 1 acte, 1832
- Mon oncle Thomas, pièce en 5 actes et 6 tableaux, mêlée de couplets, avec Michel Masson, 1832
- La Révolte des femmes, vaudeville en 2 actes, avec de Villeneuve, 1833
- Santeul ou Le chanoine au cabaret, 1833
- La Fille de Dominique, comédie-vaudeville en 1 acte, avec de Villeneuve, 1833
- Les Locataires et les Portiers, vaudeville en 1 acte, avec Brazier et de Villeneuve, 1833
- La Salamandre, comédie-vaudeville en 4 actes, avec de Leuven et Philippe-Auguste-Alfred Pittaud de Forges, 1834
- Un bal de domestiques, vaudeville en 1 acte, avec Ferdinand de Villeneuve, 1834
- Lionel, ou Mon avenir, comédie-vaudeville en 2 actes, avec de Villeneuve, 1834
- La Tempête, ou l'Île des bossus, folie-vaudeville en 1 acte, avec Forges et de Leuven, 1834
- Les Infidélités de Lisette, drame vaudeville en 5 actes, avec Nicolas Brazier et de Villeneuve, 1835
- La Grue, fabliau mêlé de chant, avec de Villeneuve, 1836
- Roquelaure, ou l'Homme le plus laid de France, vaudeville en 4 actes, avec Léon-Lévy Brunswick et de Leuven, 1836
- Madame Peterhoff, vaudeville anecdote en 1 acte, avec Antonin d'Avrecourt et Eugène Roche, 1836
- Mémoire d'une blanchisseuse, comédie en 1 acte, mêlée de couplets, avec Brazier, 1837
- Mademoiselle Dangeville, comédie en un acte, avec de Villeneuve, 1838
- Voltaire en vacances, comédie vaudeville en deux actes, avec de Villeneuve, 1841
- Une vie de polichinelle, pantomime-arlequinade-féerie en 11 tableaux, 1847
- Les Épreuves, grande pantomime-arlequinade en 13 tableaux, 1849
- Les Naufrageurs de la Bretagne, pièce dramatique et comique, à grand spectacle, mêlée de pantomime, de combats au sabre, à la hache et au poignard, en treize tableaux, 1849
- L'Audience du prince, comédie vaudeville en 1 acte, avec Anicet Bourgeois, 1851
- Trois têtes dans un bonnet, vaudeville en 1 acte, 1855